# 武号
武号（ぶごう）は、格闘技や武術、武道で使われる武術者の通称である。英語ではBugōのほかに、martial nameまたはwarrior nameと訳され、またフランス語のnom de guerreが使われることもある。

## 由来
ジェームズ・フレイザーが『金枝篇』で指摘したように、実名の代わりに通称を使うという文化は、どの時代にもあった万国共通のタブーである。日本では実名敬避俗が昔から根強く存在し、現在でも家庭内や職場でも名前ではなく称号で呼ぶことが多い。芸能人も芸名を使い、プライバシーの懸念などからオンラインで通り名（ハンドルネーム）を使うことが一般的となっている。諱の語源が「忌み名」であることや、死後に実名を呼ぶことがないように諡または戒名を付ける風習も関連している。
武士（侍）は元服時に幼名を諱に改名するほかにも、役職、所属、階級などによる名称で呼ばれることが多かった。しかし、武芸の流派や道場の中で使わない限り、これらは通常「武号」とはいわない。例えば、宮本武蔵の呼び名として、藤原（本姓）、宮本（出生地）、新免（父親が仕えていた家）、辨助（幼名）、武蔵（称号。名前として「むさし」ではなく「たけぞう」と呼ばれた可能性もあり)、 玄信（諱：読みは「はるのぶ」、「もとのぶ」、「げんしん」など諸説あり）、二天（主に水墨画で使われた雅号）、二天道楽などが知られている。そのうち、どれが実際に使われたのか、どの場合に使われたのか、またその読み方などについて、まだ論議の的となっている。
父称や屋号と同様に、武号でも弟子が敬意を表すために、また系統の存続を保証するために、師匠の武号から1字を踏襲することがあるが、多くの場合、それは武芸者が自分で号を選ぶより、師匠から授けられたものである。
日本外でも同じような伝統がある。例えば、「獅子心王」の別称を持つイングランドのリチャード1世、ドン・キホーテの主人公「ドン・キホーテ・デ・ラ・マンチャ」（本名アロンソ・キハーノ）、カルロス・ザ・ジャッカル、またはプロレスなどに使用されるリングネームなどが挙げられる。

## 例
綿谷雪・山田忠史の『武芸流派大事典』では数多くの流派における武号を列挙している。
真之真石川流の歴代宗家は、創始者が源氏の系統であるということを見せるために必ず源の字を武号に入れていた。
一刀流の創始者伊東景久の武号は一刀斎
天真正伝香取神道流の創始者飯篠家直の武号は長威斎
新陰流の柳生宗厳の武号は石舟斎
ちなみに、上記の例に見られる斎という字は文武両道の影響もあり、江戸時代の多くの武道家に使われた。現在も、こうした斎号はよく芸術家や医者の戒名として使われている。特定の人の斎号の使用目的が画号・筆名なのか、武号なのか、必ずしも明らかではない。
大東流合気柔術の創始者武田惣角の武号は源正義
その弟子であり無限神刀流を創始した山本留吉は武田の実名惣角および源正義から一文字ずつ授かり、武号を角義とした。同氏はさらに斎号として「一刀斎」を使用していたが、上記の伊東景久とは関係がない。
無双流居合斬道の宗家古岡勝の武号は二刀斎
武神館の宗家初見良昭は白龍、虎嗣、鉄山、寿宗など、時代とともに武号が変わってきている。その師匠にあたる高松寿嗣も同様に、澄水、蒙古の虎などと名乗っていた。武神館の武道を修行する人は大抵、五段の審査に受かり士道師となったときに武号を授かる。その多くは初見氏または高松氏の以前の武号から1字を授かり龍または虎を含む（例：雲龍、南虎）。その両方の組み合わせである「龍虎」は英国特殊空挺部隊の創立メンバーJoe Vaughan少佐に特別に授けられた。変形型も多くの場合動物の名前を含む（例:白熊、鷹正義、大猿）。
初見氏の元弟子も同様な武号を使う（例:間中文夫＝「雲水」、種村恒久＝「匠刀」）。高松氏から学んだと主張した佐藤金兵衛は柔心斎の武号を使用し、それを襲名した娘の千鶴子は「二代目柔心斎」と名乗っている。
天心流兵法のホームページでは師家が5名紹介され、いずれも前の師家から武号を授かっている。
北辰一刀流の第七代宗家椎名市衛の武号は成胤であり、この胤という字は数代の宗家に共通している。
全日本柔拳連盟の地曳秀峰の武号は武峰
新陰流の宗家豊島一虎の武号は勝峰。直近八代の宗家のうち七名が武号に勝という字を使用している。
無住心剣流の真里谷義旭の武号は円四郎。